# Maizières-la-Grande-Paroisse
Maizières-la-Grande-Paroisse là một xã ở tỉnh Aube, thuộc vùng Grand Est ở phía bắc miền trung nước Pháp.

## Dân số
| 1962                                 | 1968  | 1975  | 1982  | 1990  | 1999  |
| ------------------------------------ | ----- | ----- | ----- | ----- | ----- |
| 1 375                                | 1 446 | 1 367 | 1 481 | 1 521 | 1 491 |
| Từ năm 1962: Dân số không tính trùng |       |       |       |       |       |